# Šokolaad
Šokolaad (em português: "Chocolate") é o primeiro EP da banda estoniana de rock alternativo, Agent M.

## Faixas
1. "Šokolaad"
2. "7 surmapattu"
3. "Kus on mu kodu"
4. "Surfing on Tsunami"
5. "Perfect World"
6. "Queen of the World"
7. "Valss nr. 5" (faixa bônus)